# موتوخان
موتوخان (انگلیسی: Mutukan; ۱ ژانویهٔ ۱۲۰۰ – ح. 1221) پسر بزرگ جغتای و از طریق او نوه چنگیز خان مؤسس خاقان مغول چنگیز خان بود. موتو خان در سال ۱۲۲۱ در محاصره بامیان کشته شد. پسرش یسونتوآ پدر غیاث‌الدین براق خان مغولستان (خانات) از ۱۲۶۶ تا ۱۲۷۱ بود.